# Erysimum occidentale
Erysimum occidentale là một loài thực vật có hoa trong họ Cải. Loài này được (S.Watson) B.L.Rob. mô tả khoa học đầu tiên năm 1895.